# Kawasaki-Schiffswerft

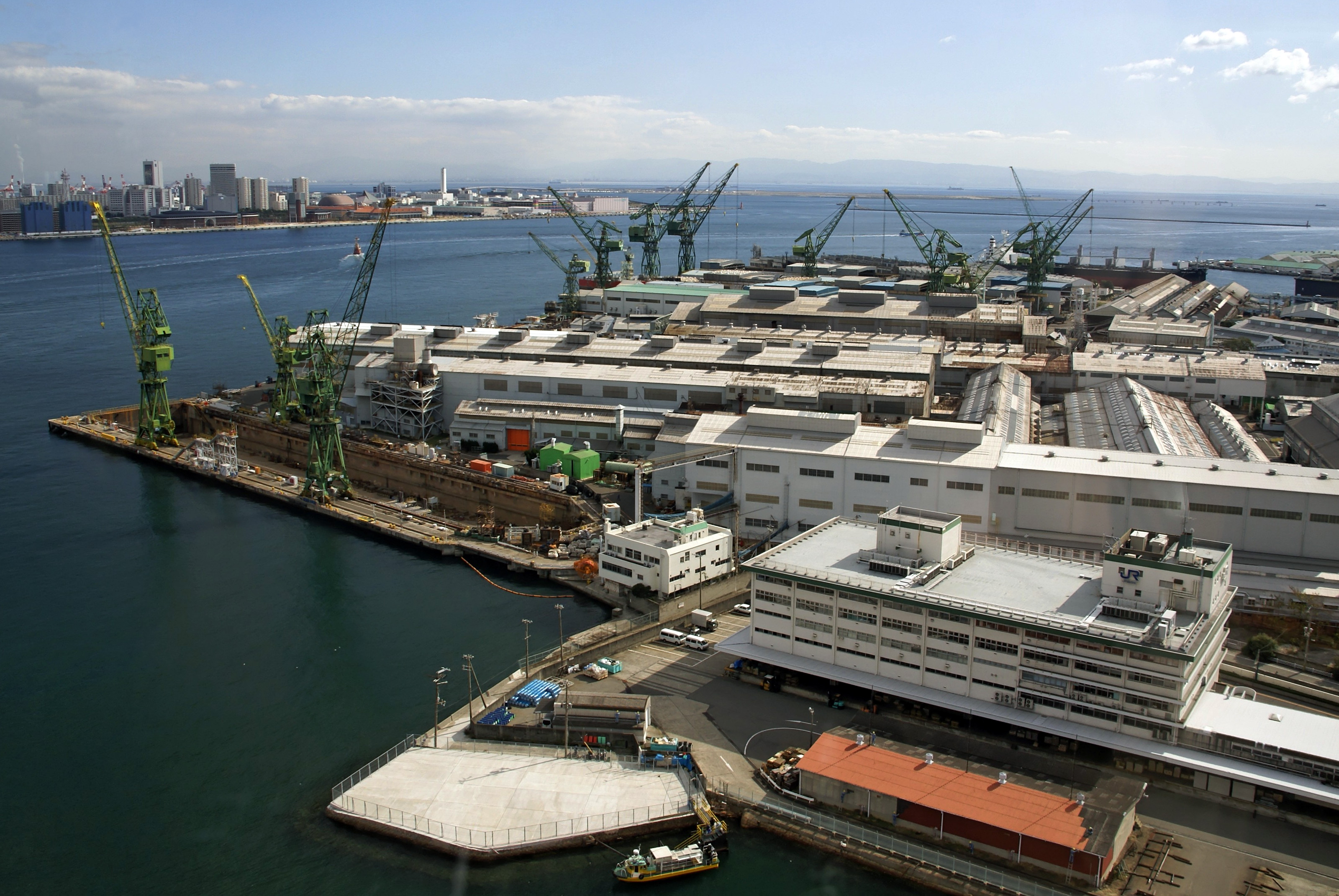
Kawasaki Shipbuilding Corp. – Werft in Kobe

Kawasaki Heavy Industries Ship & Offshore Structure Company (川崎重工業船舶海洋カンパニー Kawasaki Jūkōgyō Senpaku Kaiyō Kanpanī) ist die Tochtergesellschaft der Kawasaki Heavy Industries, die sich mit dem Schiffbau und der Offshore-Technologie befasst. Sie produziert hauptsächlich kommerzielle Spezialschiffe wie Flüssiggastanker (LNG/LPG), Containerschiffe, Massengutfrachter und Öltanker, sowie Hochgeschwindigkeitspassagierschiffe, (Tragflügelboote). Zusätzlich werden Schiffe für die japanischen maritimen Selbstverteidigungsstreitkräfte gebaut. Außerdem baut Kawasaki Schiffsmotoren, Lenkgetriebe für Schiffe und Maschinen für den Fischfang.

## Geschichte
Die Wurzeln des Unternehmens Kawasaki gehen zurück bis in den April 1878, als Kawasaki Shōzō die Kawasaki-Tsukiji-Werft in Tokyo gründete. Dabei wurde er von Matsukata Masayoshi unterstützt, der ebenfalls aus Satsuma stammte und im Finanzministerium eine hohe Position hatte, als er eine Steuerreform plante und durchführte.
1886 gründete Kawasaki eine zweite Werft in Kōbe, Präfektur Hyōgo. Während des Ersten Japanisch-Chinesischen Krieges wurden beide Werften mit Neuaufträgen und Schiffsreparaturen überflutet. Die beiden Werften wurden 1896 zusammengeführt in der Kawasaki Werft-Kompanie. Als Kawasaki die Grenzen des privaten Managements erkannte, beschloss er, das Unternehmen an die Börse zu bringen und entschied sich, da er keinen Sohn hatte, Matsukata Kōjirō, den dritten Sohn von Matsukata Masayoshi, als seinen Nachfolger einzusetzen. Matsukata blieb für die nächsten 32 Jahre bis 1928 der Präsident des Unternehmens. Er erweiterte die Geschäftsfelder und nahm die Produktion von Eisenbahnen, Flugzeugen und Autos neben den Schiffswerften mit auf. Er führte auch 1919 Japans erstes Achtstundentagsystem ein. Dem vorausgegangen waren massive Streiks von 30.000 Arbeitern, die damit drohten, die Regierung des Premierministers Hara Takashi zu stürzen.
Unter Matsukata erweiterte die Werft ihre Geschäftstätigkeit mit einem großen Trockendock, das im Jahre 1902 fertiggestellt wurde. Dieses Trockendock wird jetzt als Wichtiges Kulturgut von der japanischen Regierung geführt. 1906 wurde nach Überwindung von technischen Schwierigkeiten Japans erstes Unterseeboot für die Kaiserlich Japanische Marine fertiggestellt. Kawasaki baute zahlreiche Kriegsschiffe für die japanische Marine, die Bandbreite reichte bis zum Ende des Zweiten Weltkrieges vom Zerstörer bis zum Flugzeugträger.
Im Jahre 1907 begann Kawasaki mit der Produktion von Schienenfahrzeugen und bauten vier Jahre später die erste Dampflokomotive für das japanische Eisenbahnministerium. Bis 1971 produzierte das Unternehmen insgesamt 3.237 Dampflokomotiven. Diese Sparte wurde 1928 ausgegliedert und als eigene Gesellschaft, die 川崎車両株式会社(Kawasaki Vehicle Co., Ltd.), eingetragen.
1918 wurde eine Flugzeugabteilung in Kōbe gegründet. Kawasaki baute viele Flugzeuge, auch mit innovativen Entwürfen, für die japanische Armee und die japanische Marine. 1937 wurde auch diese Sparte ausgegliedert und als Kawasaki Aircraft Co., Ltd. weitergeführt. 1969 wurden die Eisenbahn- und Flugzeugsparte wieder zu Kawasaki Heavy Industries zusammengeführt.

## Produkte
- Öltanker
- Flüssiggastanker
- Massengutfrachter
- Containerschiffe
- RoRo-Schiffe
- Tragflügelboote
- Kriegsschiffe
- Schiffsdampfturbinen
- Schiffsdieselmotoren
- Querstrahlsteueranlagen
- Schiffssteueranlagen